# Tourves
Tourves est une commune française située dans le département du Var, en région Provence-Alpes-Côte d'Azur.
Ses habitants sont les Tourvains.

## Géographie

### Localisation
Le village est situé à 7 km de Saint-Maximin-la-Sainte-Baume et à 10 km de Brignoles, au bord de la nationale 7 (D N7). Le village est aussi à 40 km de Marseille par la route.

### Géologie et relief
- Plaine agricole sur la rive gauche du Caramy, au pied des derniers contreforts de la Sainte-Baume.
- Sites des anciennes mines de Bauxite.
- Barre rocheuse avec au sommet la chapelle Saint Probace[1].
- Gorges du Caramy[2].

### Sismicité
Commune située dans une zone de sismicité faible.

### Hydrographie et eaux souterraines
Cours d'eau traversant la commune :
- la rivière Caramy traverse la commune en se faufilant dans des gorges remarquables accessibles au canal de Provence (ouvrage d'irrigation sans objet de transport fluvial) passe à la périphérie de la commune en croisant l'ancienne route de Marseille ;
- la rivière le Cauron ;
- ruisseaux de Vaubelle, l'Escarelle, de Bernarde, de Cologne.

### Climat
Pour des articles plus généraux, voir Climat de Provence-Alpes-Côte d'Azur et Climat du Var.
En 2010, le climat de la commune est de type climat méditerranéen franc, selon une étude du Centre national de la recherche scientifique s'appuyant sur une série de données couvrant la période 1971-2000. En 2020, Météo-France publie une typologie des climats de la France métropolitaine dans laquelle la commune est exposée à un climat méditerranéen et est dans la région climatique Provence, Languedoc-Roussillon, caractérisée par une pluviométrie faible en été, un très bon ensoleillement (2 600 h/an), un été chaud (21,5 °C), un air très sec en été, sec en toutes saisons, des vents forts (fréquence de 40 à 50 % de vents > 5 m/s) et peu de brouillards.
Pour la période 1971-2000, la température annuelle moyenne est de 13,8 °C, avec une amplitude thermique annuelle de 15,6 °C. Le cumul annuel moyen de précipitations est de 743 mm, avec 6,5 jours de précipitations en janvier et 2,1 jours en juillet. Pour la période 1991-2020, la température moyenne annuelle observée sur la station météorologique de Météo-France la plus proche, « Montfort-sur-Argens_sapc », sur la commune de Montfort-sur-Argens à 18 km à vol d'oiseau, est de 14,7 °C et le cumul annuel moyen de précipitations est de 789,3 mm. 
La température maximale relevée sur cette station est de 42,5 °C, atteinte le 28 juin 2019 ; la température minimale est de −11 °C, atteinte le 8 janvier 1985,,.
Les paramètres climatiques de la commune ont été estimés pour le milieu du siècle (2041-2070) selon différents scénarios d'émission de gaz à effet de serre à partir des nouvelles projections climatiques de référence DRIAS-2020. Ils sont consultables sur un site dédié publié par Météo-France en novembre 2022.

### Voies de communications et transports
Ce village du centre-Var, est situé sur la RN 7 entre Saint-Maximin et Brignoles chef-lieu de canton. Il est rendu célèbre dans les années 1960 par les bouchons monstrueux provoqués par les automobilistes lors des grands départs et retours de vacances d'été, avant la création de son contournement en 1968.
Des parcs de stationnement automobile au centre du village ont été aménagés pour absorber les afflux du transit automobile, dont un parc privé clos et télé-surveillé avec la municipalité de Tourves pour concessionnaire.
Une halte routière pour la desserte locale avec parc auto est établie au début des années 2010 en bout de l'avenue du Château sur l'ancienne RN 7. Une partie du parc auto est celle du musée de la Mine. Une autre partie est utilisée pour le service scolaire et l'accès aux gares ferroviaires d'Aix-en-Provence. Un parc fermé  relais de bus et garage poids lourds de service le complète.

## Urbanisme

### Typologie
Au 1er janvier 2024, Tourves est catégorisée bourg rural, selon la nouvelle grille communale de densité à sept niveaux définie par l'Insee en 2022.
Elle appartient à l'unité urbaine de Tourves, une unité urbaine monocommunale constituant une ville isolée,. Par ailleurs la commune fait partie de l'aire d'attraction de Marseille - Aix-en-Provence, dont elle est une commune de la couronne,. Cette aire, qui regroupe 115 communes, est catégorisée dans les aires de 700 000 habitants ou plus (hors Paris),.

### Occupation des sols
L'occupation des sols de la commune, telle qu'elle ressort de la base de données européenne d’occupation biophysique des sols Corine Land Cover (CLC), est marquée par l'importance des forêts et milieux semi-naturels (62,8 % en 2018), en diminution par rapport à 1990 (63,9 %). La répartition détaillée en 2018 est la suivante :
forêts (59,6 %), zones agricoles hétérogènes (20,7 %), cultures permanentes (9,7 %), zones urbanisées (3,7 %), milieux à végétation arbustive et/ou herbacée (3,2 %), terres arables (2,1 %), zones industrielles ou commerciales et réseaux de communication (1,1 %). L'évolution de l’occupation des sols de la commune et de ses infrastructures peut être observée sur les différentes représentations cartographiques du territoire : la carte de Cassini (XVIIIe siècle), la carte d'état-major (1820-1866) et les cartes ou photos aériennes de l'IGN pour la période actuelle (1950 à aujourd'hui).

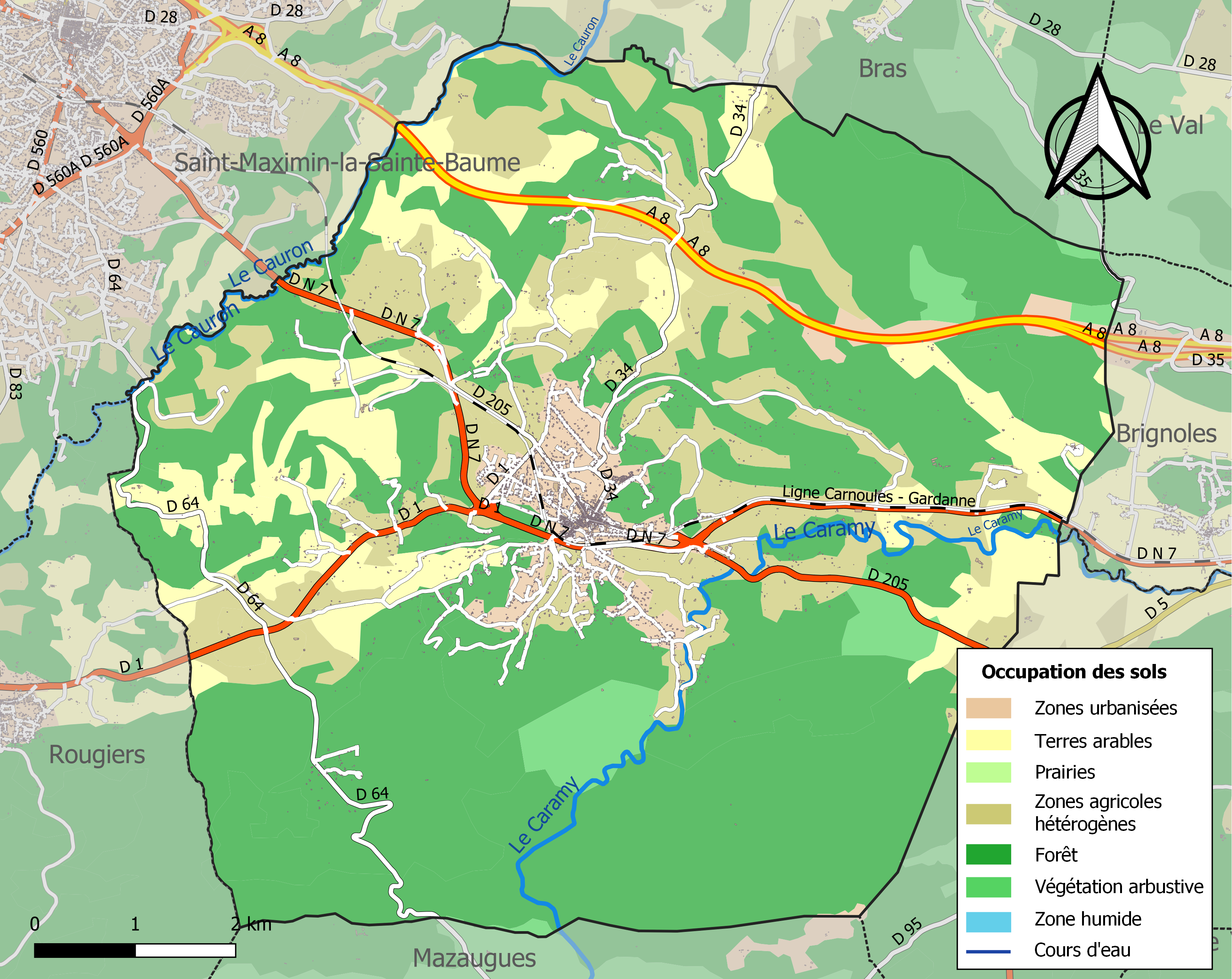
Carte des infrastructures et de l'occupation des sols de la commune en 2018 (CLC).

### Morphologie urbaine
Tourves est une agglomération urbaine de très petite taille, bien distincte de ses voisines, et pourtant le village n'a pas subi la perte totale de ses commerces de proximité.
Le village n'a pas eu et n'a pas plus maintenant d'activité dans l'économie d'échanges fondant historiquement une ville. Son schéma des rues est celui de la liaison et de la dépendance avec le château et son domaine dans le fief et avec les lieux de culte (églises etc.), d'où son importance culturelle actuelle. L'urbanisme, le tissu urbain, est celui d'un village qui vit dans l'économie d'activité agricole non extensive avec des fermes à distance, jusqu'au XXe siècle compris.
Les rues structurant le village sont constituées avec des maisons à deux et trois étages à pignons contre pignons et façades sur rue en alignement, à partir du XVIe siècle jusqu'au XIXe siècle. Quelques loggias sous le toit de maisons en accentuent le caractère méridional. Cela constitue un épannelage assez remarquable avec les dénivellations du terrain et cela donne une marque de l'importance historique du village.
Des lotissements typiques du XXe siècle avec leurs voies privées en cul-de-sac ont constitué l'agrandissement urbain moderne due à l'activité des mines aux environs. Le mitage est typique de la croissance contemporaine de la petite agglomération avec la perte de son activité agricole qui se poursuit au XXIe siècle. Les quartiers qui se forment autour du centre dense en delà des voies de circulation importantes ont cependant pris en ce début de siècle un caractère respectant la structure urbaine réticulaire d'habitat même s'il est discontinu. 
Mais un quartier (village de vacances EDF conçu et créé en association avec la commune de Tourves) comportant piscine, cinéma en plein air, y a été bâti en 1986 en continuité de la structure d'agglomération centrée historique. Y compris la marque donnée par les fontaines du village : l'architecte en a créé trois. Ce quartier reste un espace privé soumis à un règlement particulier (interdit aux chiens et sans commerces par exemple).
Dans ce premier quart du XXIe siècle, Tourves est une commune résidentielle à profil de résidents vieillissants (d'inactifs à statut social très variable, de pauvre à aisé, et cohabitant) et Tourves est une commune de banlieue à une distance allant de moyenne à grande des centres d'activité employeurs et des centres hospitaliers et gériatriques.
Un centre à voies piétonnes de la petite agglomération a été ébauché au début du XXIe siècle avec un schéma de circulation automobile. Il comporte des contournements sur voies anciennes mises à sens unique et intègre des nouvelles voies d'évitement, ainsi que des parcs de stationnement établis sur des quartiers ayant fait l'objet d'un  curetage urbain.
 L'opération globale associe la mise aux normes sanitaires des adductions d'eau d'immeubles par la municipalité et la réhabilitation globale constatée de fait, elle est due aux propriétaires des édifices d'habitat. Car c'est pour le marché immobilier le phénomène de situation de l'offre en zone attractive dans un centre historique homogène.
En matière d’urbanisme intercommunal, qui fixe les orientations générales et objectifs, la commune a contribué à l’élaboration du schéma de cohérence territoriale intercommunal (SCoT) de la communauté de communes Comté de Provence. À l’issue du diagnostic et de la définition des enjeux du territoire le Schéma de Cohérence Territoriale (SCoT) Provence Verte Verdon a été approuvé le 30 janvier 2020. Il est applicable depuis le 11 septembre 2020.

## Histoire
En 1049, Pons, archevêque d’Aix, consacre l’église Saint-Étienne à Tourves, et le territoire environnant, y créant ainsi une sauveté qui constitue un asile pour les gens qui y vivent
La mort de la reine Jeanne Ire ouvre une crise de succession à la tête du comté de Provence, les villes de l’Union d'Aix (1382-1387) soutenant Charles de Duras contre le duc Louis Ier d'Anjou. La communauté de Tourves se rallie au parti angevin en 1385, après la mort du duc et des négociations avec la régente Marie de Blois. Celle-ci accorde à la communauté le rattachement au domaine royal, ce qui signifiait relever d’un autre régime légal et fiscal.
Durant les guerres de Religion, le village, converti au protestantisme, est pillé et ses habitants massacrés par Durand de Pontevès, capitaine catholique, en 1562.
Seigneurie des vicomtes de Marseille, des Baux, des Soletto au XIVe siècle, puis des Arcussia et Vintimille au XVIe siècle. Marquisat érigé en 1678 pour les Valbelle.
Pendant la Seconde Guerre mondiale, Tourves fut un haut lieu de résistance, particulièrement surveillé par les autorités de Vichy.

## Politique et administration

### Intercommunalité
Tourves fait partie de la Communauté d'agglomération de la Provence Verte.

## Urbanisme

### Typologie
Tourves est une commune rurale, car elle fait partie des communes peu ou très peu denses, au sens de la grille communale de densité de l'Insee,,,.
Elle appartient à l'unité urbaine de Tourves, une unité urbaine monocommunale de 5 025 habitants en 2017, constituant une ville isolée.
Par ailleurs la commune fait partie de l'aire d'attraction de Marseille - Aix-en-Provence, dont elle est une commune de la couronne. Cette aire, qui regroupe 115 communes, est catégorisée dans les aires de 700 000 habitants ou plus (hors Paris),.
La commune dispose d'un plan local d'urbanisme.

### Budget et fiscalité 2019

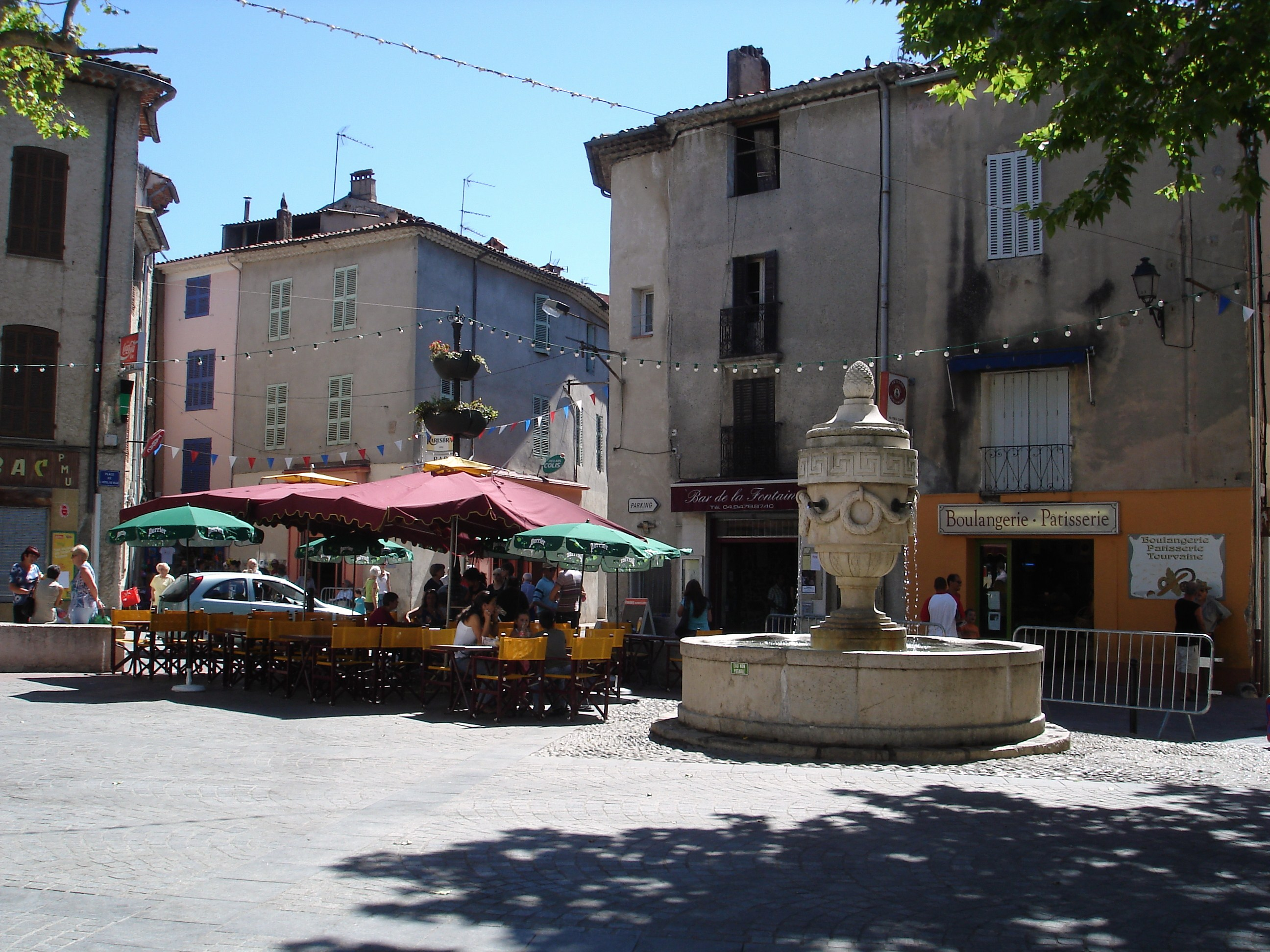
Place principale de la mairie.

En 2019, le budget de la commune était constitué ainsi :
- total des produits de fonctionnement : 4 536 000 €, soit 897 € par habitant ;
- total des charges de fonctionnement : 4 627 000 €, soit 915 € par habitant ;
- total des ressources d'investissement : 989 000 €, soit 195 € par habitant ;
- total des emplois d'investissement : 1 308 000 €, soit 259 € par habitant ;
- endettement : 959 000 €, soit 190 € par habitant.

Avec les taux de fiscalité suivants :
- taxe d'habitation : 12,43 % ;
- taxe foncière sur les propriétés bâties : 19,85 % ;
- taxe foncière sur les propriétés non bâties : 67,25 % ;
- taxe additionnelle à la taxe foncière sur les propriétés non bâties : 0,00 % ;
- cotisation foncière des entreprises : 0,00 %.

Chiffres clés Revenus et pauvreté des ménages en 2017 : médiane en 2017 du revenu disponible, par unité de consommation : 20 410 €.

### Jumelages
- Perinaldo (Italie) depuis 1993[38].

### Politique environnementale
Un projet de réutilisation par RFF/SNCF de la voie ferrée est en place : la desserte locale entre Aix-en-Provence et Toulon de la LGV Méditerranée (il est prévu en 2014 son usage vers 2025, il nécessite le rachat des gares locales dont celle de Tourves).
La commune fait partiellement partie du nouveau parc naturel régional de la Sainte-Baume, créé par décret du 20 décembre 2017.

## Population et société

### Démographie
L'évolution du nombre d'habitants est connue à travers les recensements de la population effectués dans la commune depuis 1793. Pour les communes de moins de 10 000 habitants, une enquête de recensement portant sur toute la population est réalisée tous les cinq ans, les populations de référence des années intermédiaires étant quant à elles estimées par interpolation ou extrapolation. Pour la commune, le premier recensement exhaustif entrant dans le cadre du nouveau dispositif a été réalisé en 2006.

En 2022, la commune comptait 5 220 habitants, en évolution de +4,76 % par rapport à 2016 (Var : +4,98 %, France hors Mayotte : +2,11 %).
| 1793  | 1800  | 1806  | 1821  | 1831  | 1836  | 1841  | 1846  | 1851  |
| ----- | ----- | ----- | ----- | ----- | ----- | ----- | ----- | ----- |
| 2 700 | 2 740 | 2 599 | 2 709 | 2 728 | 2 604 | 2 522 | 2 548 | 2 567 |

| 1856  | 1861  | 1866  | 1872  | 1876  | 1881  | 1886  | 1891  | 1896  |
| ----- | ----- | ----- | ----- | ----- | ----- | ----- | ----- | ----- |
| 2 538 | 2 530 | 2 385 | 2 270 | 2 207 | 2 009 | 1 625 | 1 639 | 1 560 |

| 1901  | 1906  | 1911  | 1921  | 1926  | 1931  | 1936  | 1946  | 1954  |
| ----- | ----- | ----- | ----- | ----- | ----- | ----- | ----- | ----- |
| 1 515 | 1 457 | 1 570 | 1 515 | 1 518 | 1 515 | 1 477 | 1 330 | 1 511 |

| 1962  | 1968  | 1975  | 1982  | 1990  | 1999  | 2006  | 2011  | 2016  |
| ----- | ----- | ----- | ----- | ----- | ----- | ----- | ----- | ----- |
| 1 562 | 1 648 | 1 844 | 2 137 | 2 788 | 3 428 | 4 641 | 4 879 | 4 983 |

| 2021  | 2022  | - | - | - | - | - | - | - |
| ----- | ----- | - | - | - | - | - | - | - |
| 5 160 | 5 220 | - | - | - | - | - | - | - |

### Enseignement
Établissements d'enseignements :
- École maternelle,
- École primaire,
- À Saint-Maximin (autre arrondissement administratif) se trouve le collège d'enseignement secondaire, sa desserte est faite dans le système des lignes d'autocar que gère le département. (Les bus utilisent la halte routière établie dans le nouveau schéma urbain),
- Lycées à Saint-Maximin-la-Sainte-Baume.

### Santé
Professionnels et établissements de santé :
- Médecins à Tourves, Rougiers, Bras,
- Pharmacies à Tourves, Saint-Maximin-la-Sainte-Baume,
- Hôpitaux à Saint-Maximin-la-Sainte-Baume, Brignoles.

### Culte
- Culte catholique, Paroisse Saint-Maurice de Tourves[48], Diocèse de Fréjus-Toulon.

## Économie

### Entreprises et commerces

#### Agriculture
- L'agriculture (essentiellement viticulture, mais aussi à son époque les mûriers pour fabriquer de la soie naturelle comme dans tout le Sud de la France) a occupé la grande place jusque dans les années 1970. Il s'agissait en dehors du jardinage vivrier de culture des oliviers et d'arbres fruitiers de l'agriculture méditerranéenne.
- La nouvelle cave-coopérative[49],[50] située hors de l'agglomération a été construite sur la commune, elle regroupe les viticulteurs de Tourves et Saint-Maximin.
- 7 Domaines viticoles[51].

#### Les haras et centres équestres
Des haras (petits) se sont installés sur la commune de même que dans les communes des alentours. Le sport équestre dénote de l'intérêt de la population nouvellement installée pour les chevaux (cf. la course « Prix de Tourves » à Cagnes-sur-Mer). Les installations nouvelles pour des centres équestres et des haras se font en général sur les anciennes parcelles de vignoble, celles qui s'y prêtent.

#### Tourisme
Commune membre du Pays de la Provence Verte qui a obtenu le label « Pays d’art et d’histoire ».
- Gîtes ruraux, Chambre d'hôtes[53].
- Restauration[54].

#### Commerces
Cette commune a été marquée par l'exploitation du plus important gisement mondial de minerai d'aluminium jusqu'à son abandon dans les années 1980. (Un musée de la mine, le musée des Gueules Rouges a été créé et ouvert au public en juin 2012 dans l'ancienne cave-coopérative de vin).
Le chemin de fer a servi à la mine avec sa gare à laquelle aboutissait le système classique des bennes sur câble. La voie qui a le statut de voie militaire stratégique est entretenue par RFF, bien que sans trafic dans ce premier quart du XXIe siècle. Sa continuité de réseau terrestre qui permet classiquement le support matériel de réseau d'information a servi en 2014 pour renforcer le réseau local de téléphonie de transport d'images et d'informations précédemment uniquement en réseau hertzien.
L'emploi localisé sur la commune autour du tout petit centre de Tourves est principalement celui de l'entreprise individuelle.
Cependant Tourves fait partie de fait du bassin d'emploi de la métropole marseillaise mais aussi de la nébuleuse des emplois de l'aire urbaine continue constituée autour de Toulon sur la côte méditerranéenne proche. Ceci explique l'augmentation du segment habitant jeune de la population.

## Culture locale et patrimoine

### Lieux et monuments
Patrimoine religieux :
- Chapelle de Saint-Probace[55].
- La chapelle Saint-Maurice.
- La Vierge du Rocher.
- L'église Notre-Dame-de-l’Annonciation (ou église de l'Annonciade). Elle se distingue par un clocher à campanile en fer forgé visible depuis une rue de traverse, une fontaine située à un angle de rue, et dans son intérieur un triptyque avec gloire plus deux reliquaires. Elle a été construite à partir de 1470.
- La chapelle Notre-Dame-de-la-Salette est une chapelle construite en 1867 sur les vestiges d'une église du XIe siècle. Lieu de pèlerinage à Notre-Dame de la Salette, comme en témoignent les statues du jardin public attenant, celui-ci tombe dans l'oubli dans les années 1960. La chapelle finit par être fermée, les gravats s'amoncèlent, les vitraux sont détruits par des jets de pierre et les statues décapitées. Depuis 2018, elle fait l'objet d'une restauration sous l'impulsion du curé de Saint-Maximin-La Sainte-Baume et de bénévoles[56].
- Monuments commémoratifs :
  - Monument aux morts[57],[58]: Conflits commémorés : Guerre franco-allemande de 1914-1918 - 1939-1945 ; AFN-Algérie (1954-1962).
  - Plaque commémorative de la guerre de 1914-1918[59].
  - Buste de la République ou Marianne (détruit)[60].
  - Buste de la République ou Marianne (no 2)[61].
  - Monument républicain[62].

Autres patrimoines :
- Vestiges archéologiques[63] :
  - Site antique de La Blanque[64].

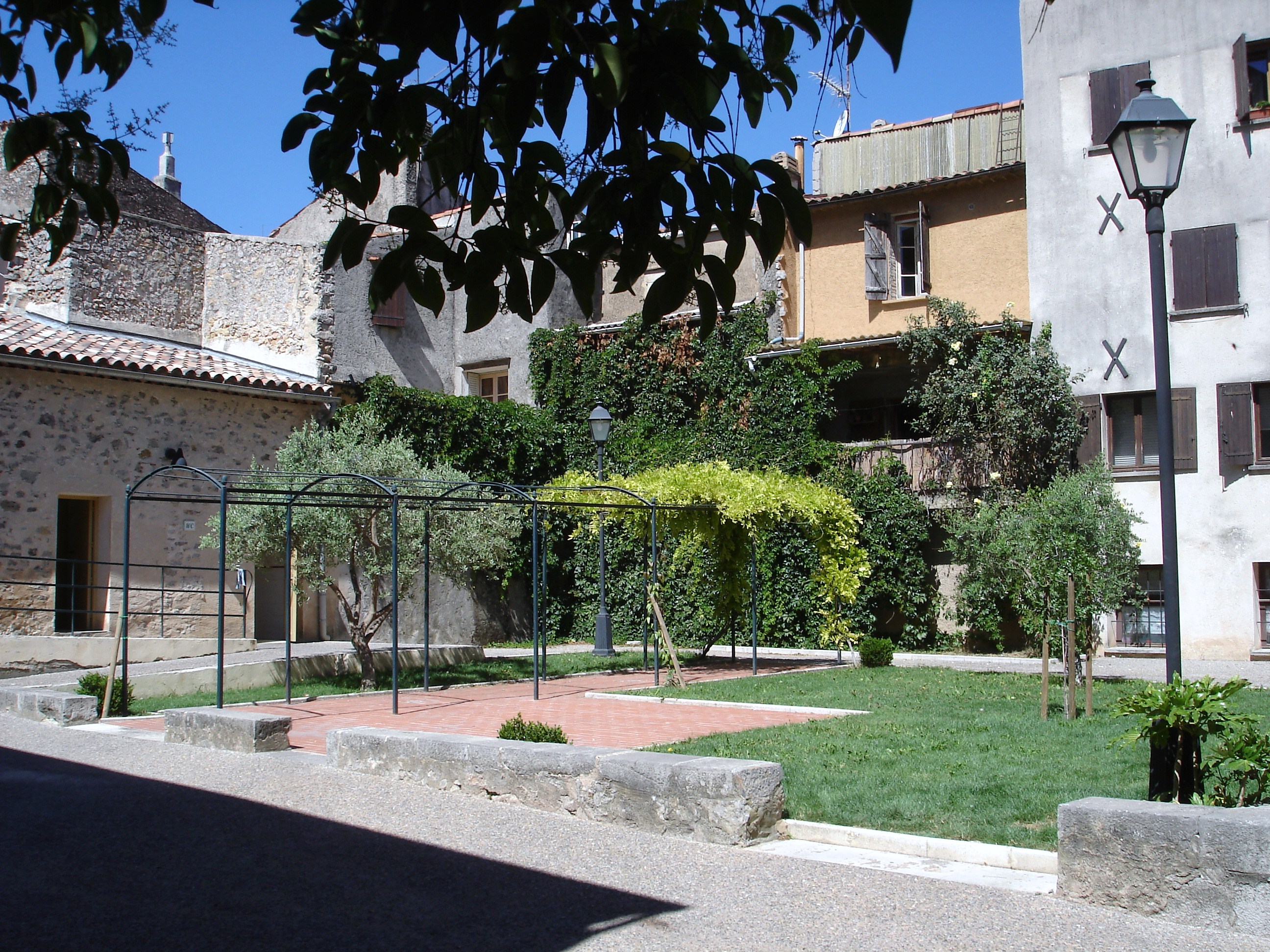
Jardin public d'Astros (l'accès aux bureaux de la police municipale).

  - Castrum de Seisson, église du castrum[65].
  - Roquette (la), castrum de Colongue (?).
  - Castrum de Gaillet ; château du castrum ; église du castrum[66].
  - Saint-Probace[67] : oppidum ; ermitage ; chapelle;
  - Abri Manon Grasset[68].
  - Telmond ; Valbelle[69].
  - Muscapeau 2[70], tumulus.
- Le pont Romain (ou pont de Cassède) sur le Caramy[71], inscrit sur l'Inventaire supplémentaire des monuments historiques par arrêté du 13 mai 1937. La pile centrale est de l'époque romaine.
- Les vestiges de la villa gallo-romaine de Muscapèu[72] située à 4 km au nord de Tourves.
- Le jardin public.
- La laiterie (réaménagée actuellement en habitat). Il s'agit d'un prototype d'époque illustrant la pensée de la production économique nouvelle (selon le modèle anglais). Construite par Joseph-Alphonse-Omer de Valbelle au XVIIe siècle, c'est une toute petite fabrique classique comportant à l'extérieur un véritable ciborium récupéré d'une église. Celle-ci avait été supprimée pour constituer le parc du château. 
Par l'architecture, l'histoire de la société est retracée : sur le tympan d'une baie, il fut placé cette inscription :
A Grandeur trop souvent succède ignominie…
De Temple que j’étais, église je devins,
J’en conçus trop d’orgueil, on m’a faite écurie,
Passant qui voit l’affront dont ma gloire est suivie,
Apprends sans murmurer à céder au destin.
Aux dires des villageois, cette plaque aurait été volée avant la fin du XXe siècle.
- Les écuries du château.
- Les 17 fontaines[73] érigées dans les rues anciennes autour de l'avenue au pied du château sont remarquables. Un intéressant système de canaux étroits suit le tracé des rues de traverse. Il reprend les techniques d'aménagement historiques venues par le Sud (Afrique, Espagne, Italie), pour des villages et des villes insérées dans la campagne environnante et ayant traditionnellement des périodes longues de sécheresse. 
La fontaine figurant un monumental « pot à l'antique » actuellement sur la place de la Mairie a été déplacée depuis le parc du château de Valbelle. Elle était sur le trajet de la voie principale devenue RN 7, à la Libération à la suite d'un accident cette fontaine a été ensuite encore déplacée sur la place. Sur cette voie principale, intégrée à l'ancien relais de poste, une fontaine du système mis en place dans le village par Joseph-Alphonse Omer de Vallebelle existe encore, sur la façade à côté de la porte cochère. La place du marché a ses deux extrémités marquées chacune par une fontaine de facture plus récente. Des fontaines ont été intégrées au quartier du village-vacances, dont la fontaine à cascades, réalisée place des Gueules-Rouges : une forme en béton style mouvement brutaliste, mais habillée.

#### Ruines du château de Valbelle

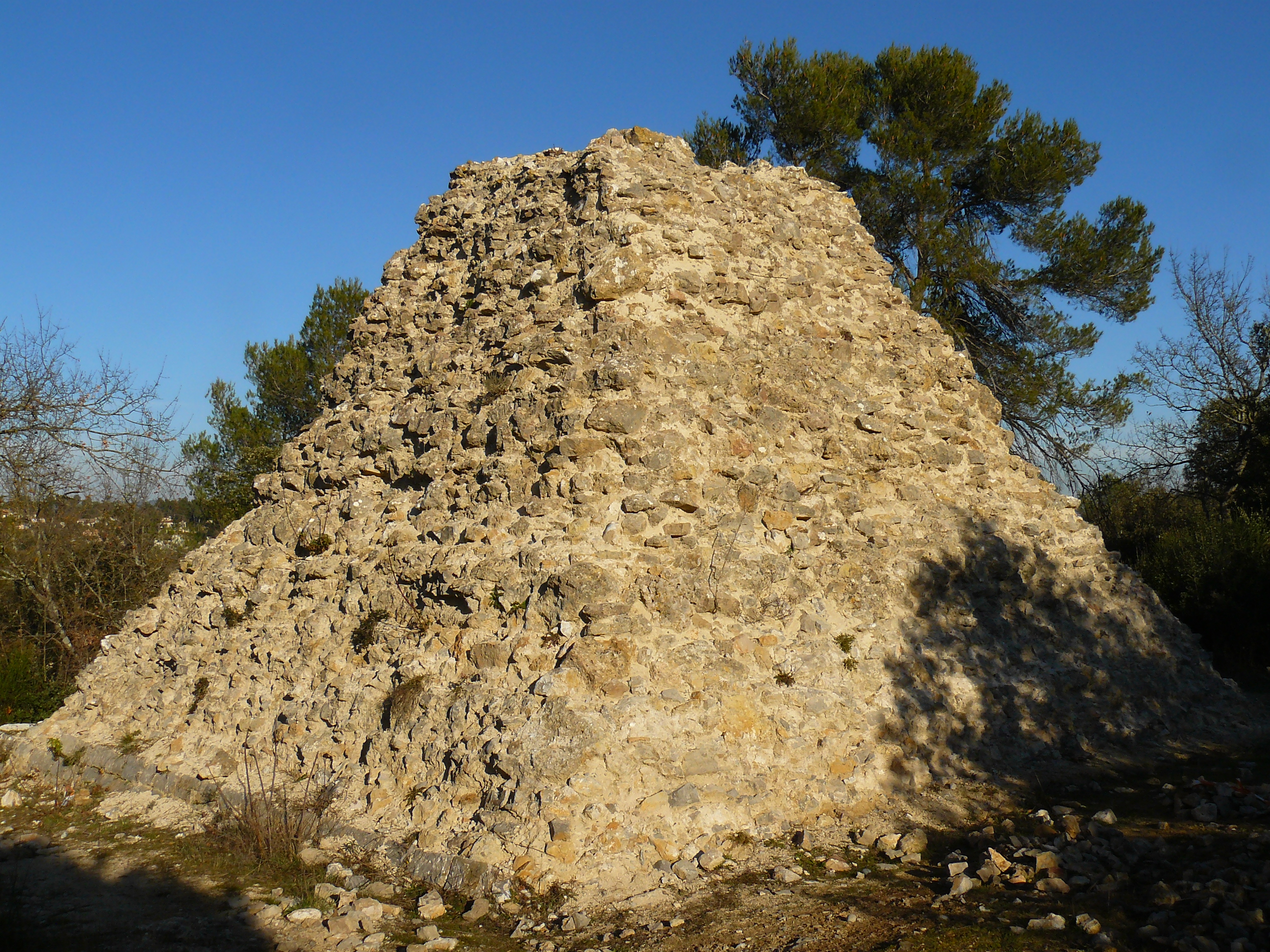
La Pyramide, parc de Valbelle.

Aujourd'hui à l'état de ruine, le château, construit à partir du Moyen Âge fut réaménagé par Joseph-Alphonse Omer de Valbelle qui en fit après sa prise de possession en 1765 une demeure de réception.
Un parc remplaça la partie du village située sur la colline, y compris les églises. Le parc était constitué d'un espace ouvert à l'est, l'esplanade, l'ancien parc d'Auguste, et différents lieux-dits. Il s'étendait de part et d'autre du château, sur les terrasses en contrebas de la colline. Elles sont encore visibles par leurs vestiges.
Le comte de Valbelle Joseph-Alphonse-Omer de Valbelle, initié à la franc-maçonnerie selon le rite égyptien, fit construire une pyramide dans le parc du château vers 1770. La végétation ayant repris le dessus sur la colline du château, il faut pour la retrouver traverser quelques sous-bois. En partant du château elle se trouve environ 500 m direction nord-ouest. Elle n'est plus tronquée puisqu'elle a été restaurée en 2023.
Amoureux des arts, des lettres et du luxe, Joseph-Alphonse Omer de Valbelle fit construire la colonnade grecque (encore visible aujourd'hui) afin de recevoir divers artistes qui se produisaient devant cet édifice néo-classique.
Plus loin, en mémoire de son aïeul, Joseph-Alphonse Omer de Valbelle fit ériger une réplique de l'obélisque de Sextius à Rome.
Tous ces repères du parc sont des fabriques de jardin, une pratique architecturale peu courante dans cette partie de la France.
Puis le château fut possédé par la famille de Castellane à la Révolution, et fut saisi comme bien d'émigré. Il servit plus tard de caserne avant de brûler en 1799. Le parc fut laissé intact sur ordre de la municipalité.
Le château fut mis aux enchères dans un état déplorable. Son nouvel acquéreur, un certain Mathieu Barbaroux, le laissa à l'abandon.

#### Le musée des Gueules Rouges
Le musée des Gueules Rouges retrace l’histoire de l’exploitation de la bauxite, activité minière qui a fortement marqué le territoire du centre Var.
Entre la fin du XIXe siècle et les années 1980, le Var a constitué le principal gisement de bauxite français et a tenu le rôle de leader mondial pendant plusieurs dizaines d'années. Minerai de base de l'aluminium, la bauxite devient l'or de la Provence.
Ouvert depuis le 15 juin 2012, le musée propose au visiteur de plonger dans une galerie de mine reconstituée pour voir au plus près comment travaillaient et vivaient les mineurs. Il propose aussi de parcourir deux étages consacrés à l'étude de la bauxite, de l'aluminium, ainsi qu'à la mémoire des anciens mineurs.

### Personnalités liées à la commune
- Joseph-Alphonse-Omer de Valbelle (Aix-en-Provence, 1729 - Paris, 1778), aristocrate provençal portant le titre de marquis de Tourves.
- Jean Roubaud (Aups, 1764 - Bruxelles, 1830), médecin à Tourves, fut Conventionnel et régicide.
- Jean Castellan (Tourves, 1759 - Aix-en-Provence, 1837), ecclésiastique français, doyen de la faculté de théologie d'Aix, est né à Tourves le 27 décembre 1759.
- Paul-Thérèse-David d'Astros (Tourves, 1772 - Toulouse, 1851), prélat français, cardinal et archevêque métropolitain de Toulouse, est né à Tourves le 15 octobre 1772.
- Léon d'Astros (Tourves, 1780 - Aix-en-Provence, 1863), écrivain de langue provençale et médecin, est né à Tourves le 15 novembre 1780. Il a également été maire de Tourves de 1816 à 1819.
- Nguyen Van Nghi (Hanoï, 1909 - Marseille, 1999), médecin acupuncteur, considéré comme le principal introducteur de l'acupuncture dans le monde occidental. Il repose dans le cimetière du village.

### Héraldique
|  | Les armoiries de Tourves se blasonnent ainsi : D'hermine à la tour de gueules. |